# Thamnobryum plicatulum
Thamnobryum plicatulum là một loài Rêu trong họ Neckeraceae. Loài này được (Sande Lac.) Z. Iwats. miêu tả khoa học đầu tiên năm 1972.